# Guerra aquea
La guerra aquea fue un conflicto militar que enfrentó a la República romana, apoyada por el Reino de Pérgamo y algunas ciudades cretenses, con las Ligas Aquea, Eubea y Tebana en el año 146 a. C., y que completó el dominio romano sobre Grecia. En su origen el conflicto se inició por los intentos de imponer a Esparta la permanencia en la federación, que llevaron a la guerra en 148 a. C. y a la intervención romana, que terminó por derrotar a los aqueos en la primavera de 146 a. C..

## Antecedentes de la guerra

La Liga Aquea en 150 a. C.

En 151-150 a. C. resurgió en Grecia el largo conflicto fronterizo entre Argos y Esparta, ambas miembros de la Liga Aquea, lo que suscitó embajadas a Roma y el envío de una comisión senatorial a Grecia, encabezada por un representante llamado Galo. La disputa fronteriza fue rutinariamente resuelta encargando una sentencia de arbitraje al estratego aqueo, en ese momento Calícrates, el caudillo conservador prorromano. Pero esa embajada tenía un propósito oculto
Mientras la crisis de Oropo provocó un aumento de la rivalidad política en la Liga Aquea. En el verano de 150 un escándalo provocado por un miembro de la guarnición ateniense dio pie a la protesta de los de Oropo, y a exigir la retirada de la guarnición y la devolución de rehenes, tal y como se había pactado en un acuerdo anterior de 159. Atenas se negó en redondo, y los oropienses pidieron ayuda diplomática a la Liga. Pero la asamblea aquea rehusó comprometerse. Era por entonces estratego el espartano Menálcidas, probablemente un político pro romano del partido de Calícrates. Los de Oropo le ofrecieron diez talentos si conseguía cambiar la decisión de los aqueos, y Menálcidas ofreció a Calícrates la mitad del soborno si utilizaba su influencia política para ayudarle. Calícrates aceptó, y un decreto de Menálcidas para intervenir militarmente contra Atenas, apoyado por Calícrates, fue aprobado finalmente por la asamblea. Pero esa acción no fue al final efectiva.
Tras el fracaso Menálcidas pensó que sería estúpido repartir el soborno, que ya había recibido, y trató de convencer a Calícrates de que no se le había pagado. Calícrates obviamente no le creyó, y rompió violentamente con él, amenazándole con represalias. Este sería el germen de los acontecimientos que en los siguientes años sacudirían a la Liga.
Entretanto en 150-149 a. C. la situación diplomática romana en el Mediterráneo occidental se agravaba. Roma se encontró sucesivamente en guerra en Hispania, la sublevación de la Lusitania, en África, la tercera guerra púnica, y en Macedonia, debido a la sublevación de Andrisco.

## La crisis (149-148a.C.)
En la primavera de 149 fue elegido como estratego de la Liga Aquea Dieo de Megalópolis. El final del mandato de Menálcidas, el estratego anterior, dio la oportunidad a Calícrates de tomarse cumplida venganza del escamoteo de su parte del soborno de los oropienses. Aprovechando la pérdida de sus prerrogativas como estratego, Calícrates le acusó de uno de los delitos más odiosos para la opinión pública de la Liga.
Desde los tiempos de Filopemén, e incluso antes, la cuestión espartana provocaba invariablemente una gran exaltación cuando era planteada en la asamblea aquea, sobre todo en los representantes de ciudades históricamente enfrentadas con Esparta, como Megalópolis y Argos. Precisamente en ese momento se había reactivado por enésima vez la cuestión de las fronteras de Lacedemonia, en este caso sus límites con Megalópolis. Los espartanos exigían la reintegración de algunas aldeas históricamente lacedemonias, pero que habían sido ocupadas por los megapolitanos en 187 a. C.. Por lo tanto, hubiera o no actuado contra los intereses aqueos, Menálcidas se enfrentaba a un juicio ante una asamblea aquea mayoritariamente hostil. Invocó entonces la ayuda de Dieo, el estratego, ofreciéndole el pago de tres talentos, provenientes del soborno de los de Oropo, si conseguía librarlo de ese trance.
Dieo aceptó, y utilizó sus prerrogativas como estratego para bloquear la denuncia de Calícrates y forzar la absolución de Menálcidas. Pero al hacerlo se enfrentó a la desaprobación de la opinión pública, mayoritariamente contraria a los lacedemonios, que veía en Menálcidas, espartano, la imagen de lo que entendían como una política que buscaba la secesión y ruptura de la federación. Dieo se encontró por tanto en la necesidad de recuperar la adhesión de los aqueos. La ocasión le llegó con la vuelta de los embajadores enviados a Roma para plantear la cuestión de las fronteras entre Megalópolis y Esparta. El senado romano, hastiado de un conflicto que se renovaba de forma continua a pesar de todos los decretos emitidos y los legados enviados, zanjó el problema remitiendo a la asamblea aquea la resolución del conflicto.
Ante la asamblea, Dieo le dio la vuelta al decreto del senado, quizás aprovechando un doble sentido de la traducción, o jugando con la imprecisión de los edictos senatoriales, y anunció públicamente que los romanos habían dado a los aqueos la jurisdicción en “todos los juicios, incluidos los capitales Esto permitiría a la Liga imponer a los espartanos su decisión sobre las fronteras –Dieo mismo era megapolitano–, y encausar de nuevo a Menálcidas. De esa forma el estratego se reconciliaba con la opinión pública y con el mismo Calícrates, el líder político más influyente de la Liga.
Pero los espartanos, que no aceptaron el sentido que Dieo daba a la sentencia del senado, exigieron el envío de nuevos embajadores a Roma para aclarar el equívoco. Dieo replicó vetando la aprobación de esa embajada: ninguna ciudad podía enviar por sí sola una misión diplomática, puesto que esa era una prerrogativa de la asamblea federal. Los lacedemonios se negaron entonces a acatar esa norma, y Dieo, como había hecho décadas atrás Filopemén en una situación semejante, declaró el estado de guerra con Esparta, con la aclamación entusiasta de la asamblea.
Los espartanos, por su parte, reconociéndose incapaces de rivalizar en fuerza militar con el resto de la Liga y viéndose rechazados por las principales ciudades aqueas, que expresaron su lealtad al estratego, trataron de llegar a un acuerdo con el propio Dieo. Éste respondió con un gesto que recuerda poderosamente las acciones de Filopemén de Megalópolis
Los espartanos, ante la gravedad de la situación, arbitraron una acción desesperada para evitar la guerra. Convencieron a los veinticuatro ciudadanos acusados –entre los que se encontraba Menálcidas– de que se exiliaran voluntariamente, y una vez se hubieron marchado los juzgaron in absentia y los condenaron a muerte. Así pudieron presentar a Dieo sus exigencias como cumplidas, y sortear la amenaza de guerra. Pero en secreto instruyeron a los deportados para que se dirigieran a Roma y apelaran de forma personal al senado, convencidos de que los senadores decretarían su regreso. A su vez los aqueos votaron el envío de una embajada oficial, encabezada por sus principales líderes políticos, Calícrates y Dieo, para oponerse a los espartanos e inclinar al senado hacia sus intereses.
Mientras las embajadas de la Liga Aquea y Esparta se dirigían a Roma, probablemente en los primeros meses de 148, la política internacional continuaba agitada. Contra los cartagineses los romanos se mostraron incapaces de imponer su gran superioridad, y Cartago resistió tras sus poderosas murallas el asedio de las tropas enviadas por el senado, y alcanzó incluso algunos éxitos parciales. Por añadidura, su dominio en Grecia no era todavía seguro, debido a la revuelta todavía viva de Andrisco, el falso Filipo. Las audiencias de las embajadas en el Senado no condujo a nada y el senado, cansado de los griegos, despidió a los legados agriamente sin dar ninguna respuesta, excepto la exigencia a las dos partes de detener las hostilidades y esperar la llegada al Peloponeso de una comisión senatorial, que resolvería los conflictos definitivamente. Sin embargo la vuelta de las embajadas exacerbó aún más el enfrentamiento. Tanto Dieo ante la Liga como Menálcidas ante los espartanos intentaron aprovechar el mutismo del senado sobre su decisión final
Inmediatamente la guerra con Esparta se reinició. Había sido elegido estratego de los aqueos Damócrito, otro líder anti espartano, que ordenó la movilización del ejército federal. Los requerimientos de las autoridades militares romanas en Macedonia, ocupadas en la guerra con Andrisco, de detener la ofensiva fueron desoídos. Los lacedemonios trataron de presentar resistencia, pero sus tropas fueron aplastadas en las cercanías de Esparta, y los supervivientes no pudieron hacer otra cosa que refugiarse apresuradamente en la ciudad. En ese momento, cuando el ejército aqueo tenía todo a favor para conquistarla, Damócrito dio órdenes de retirarse a las fronteras, e iniciar desde allí una guerra de posiciones. No sabemos las causas de esa extraña decisión, que fue muy contestada entre los aqueos. Quizás un soborno espartano, quizás el miedo a la reacción romana. La asamblea aquea, hábilmente manipulada por Dieo, acusó y condenó a Damócrito por traición, y le impuso a una multa de cincuenta talentos. Incapaz de hacer frente a la enorme suma Damócrito abandonó su cargo y se exilió voluntariamente.
Dieo, convertido en el dirigente del movimiento nacionalista anti romano y anti espartano, venció con facilidad en las elecciones convocadas para reemplazar como estratego al condenado Damócrito. Dieo reactivó la guerra contra Esparta, en la que logró algunos éxitos al ocupar varias localidades lacedemonias, lo que llevó a los espartanos a acusar a Menálcidas, su comandante militar, de incompetencia. Menálcidas, previendo su procesamiento, trató de huir y exiliarse de nuevo, pero al no conseguir una vía de escape se suicidó antes de ser detenido. La definitiva derrota espartana parecía inminente, cuando Dieo recibió un mensaje del gobernador romano de la nueva provincia de Macedonia. La revuelta de Andrisco había sido sofocada ese verano. Un ejército, al mando del pretor Quinto Cecilio Metelo, llegó a Grecia al principio de la primavera y derrotó fácilmente a las tropas de Andrisco. Macedonia, unida a Iliria y el Epiro, fue reducida al estatus de territorio sometido a Roma, convirtiéndose en la primera provincia romana en territorio griego, y Metelo en su primer gobernador.

## El conflicto diplomático (147a.C.)
Los legados que el nuevo propretor de Macedonia envió inmediatamente a Dieo recordaron las exigencias del senado y le ordenaron severamente no actuar contra Lacedemonia. Debía limitarse a esperar la llegada de la comisión senatorial que se despacharía desde Roma, que acumulaba ya un desasosegante retraso, posiblemente por la situación de guerra en África, en la que Cartago seguía resistiendo. Dieo, obligado por los terminantes mandatos de Metelo, tuvo que ordenar el cese de las operaciones contra Esparta y aguardar la llegada de las órdenes del senado, que eran esperadas desde principios de año.
No sabemos cuando llegó por fin a Grecia la comisión senatorial encargada de resolver el conflicto entre la Liga y Esparta. Posiblemente lo hizo en la primavera de 147, encabezada por Lucio Aurelio Orestes. Inmediatamente fue convocada una asamblea en Corinto para recibirla. Probablemente la elección de esa ciudad fue intencionada. Corinto era el centro de las posturas más agresivamente nacionalistas y anti romanas de la Liga, lo que explica muchos de los acontecimientos posteriores. Antes de enfrentarse a la asamblea, Orestes convocó a los delegados de las ciudades aqueas a una reunión en su residencia oficial, y tras reprocharles duramente el que no hubieran respetado los mandatos del senado y que los ocultaran al pueblo, les anunció el decreto senatorial sobre la Liga.
...el senado romano había decretado que ni los lacedemonios, ni siquiera la misma Corinto, deberían seguir formando parte de la Liga aquea, y que Argos, Heraclea del monte Oeta y la ciudad arcadia de Orcómenos deberían ser liberados de la confederación. Pausanías, Acaya 12. 14.1
Las palabras de Orestes eran el reflejo del hartazgo romano ante la política griega. Durante décadas el senado había emitido decretos y enviado embajadores intentando aplacar los endémicos conflictos que enfrentaban a las ciudades griegas, sin conseguir otra cosa que provocar el rencor de los cada vez más despreciados griegos. Ahora la Liga Aquea, su principal aliado, el estado griego con el que tenían más confianza y amistad, se resistía a aceptar sus decisiones y mostraba una arisca resistencia a lo que los romanos entendían como sinceros esfuerzos de solucionar sus problemas internos. Se debía, por tanto, poner a los aqueos en su sitio, mostrándoles que el privilegio de ser el estado griego más estable y próspero se debía al apoyo romano.
De hecho la esencia del decreto era la de reducir a la Liga a las condiciones en las que se encontraba antes de la intervención romana en Grecia, durante la guerra contra Filipo V de Macedonia, medio siglo antes. Esparta era por aquella época una ciudad independiente, Corinto, Orcómeno y Heraclea eran plazas macedonias obtenidas por los aqueos más tarde, tras la derrota del rey. Argos se había sublevado y estaba ocupada por el tirano Nabis de Esparta. La decisión senatorial ponía sobre la mesa la cuestión de que la cohesión interna de la Liga era frágil, y que ésta podría derrumbarse en poco tiempo si se azuzaba el particularismo de las distintas ciudades que la componían. Los acontecimientos posteriores parecen demostrar que los romanos no tenían una intención real de destruir la federación, e incluso que aceptarían un acuerdo si se cedía en el problema lacedemonio, pero en el ambiente de nacionalismo enardecido en el que se encontraba inmersa la Liga las palabras de Orestes tuvieron el efecto de arrimar un fuego a un haz de paja.
Los delegados aqueos, que habían escuchado estupefactos las palabras de Orestes, que condenaban a la federación a lo que entendían era un proceso de desintegración que podía terminar con su disolución definitiva, no esperaron a que el romano terminara de hablar, y salieron de su residencia para convocar una asamblea popular urgente en la que informar del decreto del senado. El rumor de que la misma Corinto sería segregada de la Liga se extendió rápidamente, y cuando Dieo anunció a una furiosa asamblea el contenido del mandato senatorial, una masa encolerizada se revolvió contra los que consideraba los culpables del desastre, los lacedemonios
El ataque a la residencia del embajador era un asunto extremadamente grave. El senado siempre había considerado una agresión a sus legados como un acto de guerra, y Orestes, indignado, abandonó Corinto entre amenazas, prometiendo informar de la revuelta en Roma
Tras unos días la situación se calmó. Pero la revuelta de Corinto había transformado el panorama político de la federación. Los disturbios habían sido protagonizados por una muchedumbre de trabajadores y artesanos proletarizados, que habían encauzado su resentimiento social hacia posturas violentamente nacionalistas, anti espartanas y anti romanas. Dieo radicalizó su postura, presentándose ahora como defensor de una vaga política de reforma social, a la busca de conseguir el apoyo de los grupos populares de las distintas ciudades. También surgió una reacción contraria, un movimiento moderado dirigido por los propietarios, que hasta entonces habían monopolizado los cargos institucionales, que pronto se vieron enfrentados a una opinión pública y una mayoría en la asamblea hostiles. En primavera, cuando se convocaron las elecciones para elegir al nuevo estratego, la victoria correspondió a un aliado de Dieo, Critolao, probablemente un corintio.
Critolao mantuvo la tensión con Lacedemonia, pero antes tenía que enfrentarse a la previsible respuesta de Roma a los acontecimientos de Corinto. Hizo por tanto votar el envío de una embajada a Roma, para tratar de aplacar al senado.
Cuando Lucio Orestes llegó a Roma con las noticias de un ataque directo a la autoridad romana, el senado se encolerizó, y se mostró dispuesto a dar una dura respuesta a los aqueos. Pero al mismo tiempo los senadores se sorprendieron al descubrir hasta que punto había crecido en Grecia la animosidad contra Roma. Se decidió por tanto enviar una nueva embajada, dirigida por Sexto Julio César, con el encargo de imponer el orden y forzar a los aqueos a aceptar los decretos romanos, pero al mismo tiempo de tratar de calmar los ánimos haciéndoles ver la conveniencia de mantener las buenas relaciones con Roma.
César partió rápidamente, y tras encontrarse con la embajada aquea durante el viaje y pedir que los embajadores regresaran con él a Grecia, llegó al Peloponeso a finales del verano de 147. Poco después se presentó ante una asamblea convocada en Egio para recibirle. El discurso de César ante la asamblea fue sorprendentemente benigno. Las injurias inferidas al anterior embajador romano en Corinto y la cuestión del decreto senatorial sobre la segregación de algunas ciudades de la Liga fueron apenas mencionadas. El legado romano se centró en la tradicional alianza entre Roma y los aqueos, y ofreció iniciar conversaciones sobre la cuestión espartana, dejando entrever que si se alcanzaba una solución definitiva a ese problema el senado estaba abierto a reconducir la crisis diplomática. Los grupos más moderados entre los aqueos se mostraron dispuestos a iniciar las conversaciones y recuperar las buenas relaciones con Roma, pero Critolao y Dieo, en minoría en la conservadora capital tradicional de la Liga, urdieron un plan para hacer fracasar los esfuerzos conciliadores y sortear la oposición de sus rivales moderados en la asamblea.
Critolao aceptó reunirse con los lacedemonios, y convocó una asamblea en la ciudad fronteriza de Tegea. César, en la esperanza de haber iniciado el camino hacia el fin del conflicto, se dirigió a Esparta y convenció a sus dirigentes de que asistieran a la misma bajo la protección romana. Pero cuando llegó Critolao lo hizo sólo, y con una actitud claramente obstruccionista
César, descubierta la mala fe de Critolao y Dieo, terminó por regresar a Roma a finales de 147, indignado y furioso por lo que Polibio llama “la necedad y locura de aquel hombre”. De hecho, todos los autores antiguos griegos presentan a Critolao como un apasionado anti romano, dispuesto a llevar a los aqueos a la guerra contra Roma. Pero él no hacía más que seguir la doctrina política que habían aplicado décadas atrás personajes como Filopemen o Licortas en respuesta a las intromisiones de Roma en los asuntos internos del Peloponeso.

## La guerra (146a.C.)
Durante los primeros meses de 146 Critolao recorrió las principales ciudades de la Liga, atizando el odio popular contra Roma y los espartanos, y comprometiéndose a aplicar una política de reformas sociales que favoreciera a los ciudadanos más pobres
Una vez obtenido el apoyo popular con esas promesas, Critolao y Dieo vieron llegado el momento de imponerse a los más moderados, que todavía conservaban gran influencia en el cuerpo de magistrados del gobierno aqueo. El estratego convocó al final del invierno una asamblea en Corinto, el centro del movimiento popular, donde podía contar con el apoyo incondicional de la masa de trabajadores y artesanos que había protagonizado los disturbios anti espartanos del año anterior. Allí se presentaron unos legados enviados por Metelo, el gobernador de Macedonia, que trataba nuevamente de calmar a los aqueos, pidiendo la apertura de conversaciones que solucionaran el conflicto con los lacedemonios y que se reconociera la tutela del senado sobre los asuntos griegos. La facción moderada de la asamblea defendió el inicio de las negociaciones, y presentó una moción pidiendo la aceptación de los ofrecimientos romanos. Pero la asamblea, dominada por una mayoría de obreros y artesanos, que procedentes de Corinto y de otras ciudades de la Liga intervenían por primera vez en masa en una reunión oficial, rechazó a los romanos entre abucheos. En ese momento Critolao pidió la palabra y pronunció un incendiario discurso.
... con una audiencia enfervorizada a su favor, verdaderamente enloquecida, atacó a los magistrados, se burló de sus enemigos políticos y se despachó a gusto contra los legados romanos. Dijo que admitía ser amigo de los romanos, pero que no toleraría someterse a ningún dueño. Su aviso final fue manifestar que, si eran hombres, no se verían privados de aliados, pero que si se comportaban como afeminados, serían esclavizados. Polibio 38. 12
Los moderados trataron de resistirse, y el consejo de ancianos aqueo, controlado por ellos, intentó intimidar al estratego retirándole la escolta militar, una de sus prerrogativas como comandante en jefe. Esto provocó una respuesta aún más violenta de Critolao.
... a ver si alguien se le aproximaba, si se le acercaba, si se atrevía siquiera a rozarle la túnica. Gritó que hacía ya mucho tiempo que se contenía, pero que ya no podía más y que diría lo que sentía. “Porque debemos temer menos a los lacedemonios o a los romanos que a aquellos de entre nosotros que colaboran con el enemigo. Sí, algunos de aquí promueven más el interés de romanos y lacedemonios que el nuestro propio”. Polibio 38. 13
Acto seguido acusó a los líderes de la facción moderada de traicionar a la federación y de informar a los romanos de lo tratado en las reuniones del consejo de gobierno de la Liga. Entre los acusados estaba Estratio de Tritea, uno de los deportados regresados de Italia junto a Polibio en 151, y que al contrario de éste se había reincorporado a la vida política activa y se había convertido en uno de los dirigentes del ala moderada del partido “nacional”. Estratio reconoció los contactos con los romanos y con otros estados griegos, pero negó vehemente las acusaciones de traición. Mas Critolao ya disponía del apoyo entusiasta de la asamblea, e hizo votar una moción en la que se establecía la inmunidad judicial del estratego durante su mandato, para impedir cualquier proceso de reprobación y protegerse de una posible acusación una vez cumplido su periodo de mando, como les había ocurrido a Menálcidas y Damócrito hacía poco tiempo. Asimismo hizo aprobar oficialmente la reanudación de la guerra contra Esparta, lo que significaba la guerra con Roma. La Liga Aquea se precipitaba hacia su destino.
La noticia de la declaración de guerra de la Liga a Esparta llegó a Roma en poco tiempo. El fin de la guerra en África ese mismo año dejaba al Senado sin impedimentos para concentrar sus fuerzas en Grecia. Inmediatamente se ordenó a uno de los cónsules, Lucio Mumio, el alistamiento de un ejército y su embarque hacia Grecia. Pero antes incluso de que el cónsul comenzara a movilizar sus tropas, Quinto Cecilio Metelo, el gobernador de Macedonia, resolvió actuar por su propia cuenta, decidido a que los honores del triunfo y los beneficios del botín les correspondieran a él y a su ejército. Se puso en marcha desde Macedonia a través de Tesalia, enviando por delante unos legados que presentaron un ultimátum a la Liga Aquea.
... ordenándoles liberar de la Liga a los lacedemonios y a los otros estados mencionados en la orden de los romanos, prometiendo que el pueblo romano les perdonaría enteramente por su desobediencia en la ocasión previa. Pausanias, Acaya 15. 2
Los aqueos, excitados por Critolao y Dieo, rechazaron el requerimiento y se prepararon para la guerra. Era el último esfuerzo griego por presentar resistencia a la hegemonía romana. Se realizó un llamamiento al resto de estados y ciudades para unirse en la defensa de la libertad de Grecia. Pero solo beocios y eubeos respondieron, con ciertas reticencias, a las exhortaciones aqueas. A pesar de ello el ejército federal fue movilizado, y se decidió atacar Heraclea del Oeta, ciudad de la Liga incluida en el decreto de segregación, cercana al paso de las Termópilas, que era la clave del acceso a la Grecia central desde Tesalia. Pero mientras Critolao, a la cabeza del ejército como estratego, comenzaba el asedio de la ciudad, que se había independizado de la Liga por sí misma aprovechando el decreto romano, llegó la noticia de la presencia cercana de las tropas de Metelo. Se ordenó el repliegue, que pronto se convirtió en fuga desordenada a través de las Termópilas.
...sin atreverse [Critolao] siquiera a apostar a los aqueos en el paso entre Heraclea y las Termópilas, y esperar allí a Metelo. Tal fue su terror que hizo que se hundieran las brillantes esperanzas inspiradas por el lugar, el sitio del esfuerzo de los lacedemonios para salvar Grecia, y de la no menos gloriosa hazaña de los atenienses contra los galos. Pausanias, Acaya   15. 3

La guerra aquea. 146 a. C.

Las experimentadas tropas romanas no tuvieron problemas para alcanzar a los aqueos en retirada cerca de Escarfea, a la salida del desfiladero, donde los masacraron, en abril o mayo de 146. Critolao murió mientras huía, y su cuerpo nunca fue encontrado. Con el ejército destruido, una unidad de caballería megapolitana, heredera del cuerpo de élite que Filopemén había creado a finales del siglo anterior, se encontró aislada buscando una ruta de escape hacia el Peloponeso. Trataron de refugiarse en Elatea, pero fueron rechazados por la población, temerosa de los romanos. Intentaron entonces seguir adelante, hasta que se vieron alcanzados por las vanguardias de Metelo cerca de Queronea, en Beocia, donde fueron totalmente aniquilados. La fuerza militar aquea se había desintegrado en apenas unos pocos días.
Metelo ocupó entonces sin oposición Beocia. Los tebanos, que habían apoyado a la Liga, abandonaron su ciudad y huyeron a los montes cercanos, aunque Metelo había ordenado a sus tropas respetar tanto la ciudad como a los fugitivos. Piteas, el responsable de la alianza con los aqueos, huyó al Peloponeso con su familia. Más adelante sería detenido y ejecutado. Mientras tanto en la Liga, ante la situación de emergencia nacional creada, se convocó una asamblea para elegir a un nuevo estratego en sustitución del desaparecido Critolao. La asamblea tuvo lugar de nuevo en Corinto, y la presión del pueblo, todavía enardecido contra Roma y dispuesto a sostener la resistencia, forzó la elección de Dieo de Megalópolis. En ese momento se presentó ante la asamblea Andrónidas, uno de los más importantes miembros del grupo pro romano, aliado años antes de Calícrates de Leonte, y que ante el cariz que tomaban los acontecimientos se había pasado al bando romano. Traía un mensaje de Metelo, en el que se ofrecía la paz a cambio del cumplimiento del ultimátum presentado al inicio de las operaciones.
Los miembros de la facción moderada solicitaron a la asamblea la aceptación de las condiciones romanas. Pero Dieo y sus seguidores se mostraron inflexibles. Se celebró un consejo restringido dominado por Dieo, que resolvió rechazar los ofrecimientos de Metelo y encarcelar a todos aquellos que habían defendido su aceptación. Tras eliminar a la oposición, Dieo tuvo que enfrentarse a la emergencia del momento. Envió urgentemente a Alcámenes con cuatro mil hombres, los restos de la fuerza militar aquea, a Megara, con el objetivo de contener el avance de Metelo protegido tras sus murallas. Pero era necesario alistar un nuevo ejército. Para ello el estratego empleó procedimientos radicales.
...se presentó en Argos, desde donde ordenó a todas las ciudades que concedieran la libertad a dos mil esclavos que se encontraran en la flor de la edad y que hubieran nacido en las casas de los dueños o se hubieran criado en ellas. Estos hombres deberían ser armados y enviados a Corinto... obligó a hacer requisitorias especiales y a que los ricos hicieran contribuciones particulares, no sólo los hombres, sino también las mujeres. Al propio tiempo, ordenó a todos los que estaban en edad militar se concentraran masivamente con armas en Corinto. Polibio 38. 15
Con estas medidas extraordinarias consiguió reunir apenas catorce mil infantes y seiscientos jinetes. Las noticias del campo de batalla seguían siendo desastrosas. Las tropas de Alcámenes huyeron en cuanto se vieron enfrentadas a las avanzadillas romanas, y Megara se rindió sin combatir. Metelo avanzó sin resistencia a través del Istmo y plantó su campamento frente a Corinto. Ningún ejército hostil había entrado en territorio aqueo desde hacía cincuenta años. A la vista de la ciudad Metelo renovó sus ofertas de detener la guerra si los aqueos se sometían. Nuevamente fueron rechazadas por un Dieo cada vez más alejado de la realidad. Pero cuando los romanos se preparaban para el asalto a la ciudad se presentó, tras una presurosa travesía, el cónsul Mummio, nada dispuesto a ceder a Metelo el honor de la victoria. Ordenó al pretor regresar a Macedonia con su ejército, y se instaló en el campamento a esperar a que fueran llegando sus tropas. Estas constaban de veintitrés mil soldados y tres mil quinientos jinetes, aparte de contingentes enviados desde Pérgamo y Creta. Pero mientras todavía se concentraban las legiones, los aqueos les sorprendieron con un ataque sobre sus posiciones avanzadas
Alentado por esa victoria parcial, Dieo ordenó el avance de todo el ejército, pero no se produjo ningún milagro. Las experimentadas tropas romanas apenas encontraron dificultades para desbaratar el ataque, y tras rechazar del campo de batalla a la caballería aquea al primer choque, masacraron a la inexperta y apresuradamente alistada infantería, que intentó inútilmente mantener sus posiciones. En ese momento Dieo abandonó el mando y huyó a Megalópolis, desestimando la opción desesperada de reunir a los supervivientes tras las poderosas murallas de Corinto y prepararse para un asedio. Había descubierto, demasiado tarde, su locura al pensar que podía sostener una guerra con Roma.
Sin un gobierno capaz de mantener un mínimo de orden, la federación se disolvió en pocos días. La liberación de los esclavos, el bandidaje, la búsqueda desesperada de una forma de proteger vidas y propiedades de los horrores de un saqueo –los romanos tenían una bien ganada fama de crueldad–, sumieron las ciudades aqueas en una anárquica confusión. Dieo, tras comunicar a los ciudadanos de Megalópolis el alcance del desastre, mató a su esposa para evitar que cayera en manos de los romanos y se suicidó a continuación, envenenándose
Cuando Mummio entró en Corinto la halló casi totalmente despoblada y sin defensa —de hecho dudó durante varios días, sospechando una trampa—. Una vez ocupada, procedió a cumplir el mandato del senado, y dio la orden de proceder a su saqueo y destrucción, a la vez que se demolían sus murallas. Los pocos corintios supervivientes fueron vendidos como esclavos. La catástrofe de Corinto fue una imagen que perduraría durante mucho tiempo, como el símbolo de la dominación romana sobre Grecia y la eliminación definitiva de su independencia. Mummio fue acusado de bárbaro, de permitir la destrucción deliberada de las riquezas artísticas de una de las ciudades más prósperas de Grecia. Pero el cónsul tuvo especial cuidado en rescatar las obras de arte más valiosas para enviarlas a Roma, y no hacía otra cosa que cumplir, quizás demasiado al pie de la letra, el decreto del senado de arrasar el centro de la revuelta antirromana, igual que unos meses antes Escipión Emiliano había hecho con Cartago. Ningún otro gesto podía mostrar con más claridad la intención romana de desalentar cualquier futuro rastro de rebeldía entre los griegos.
Tras la guerra se disolvió la Federación de ciudades aqueas, —y con ella toda esperanza de consolidar un estado griego unido— todas las murallas de las ciudades aqueas fueron demolidas, se les prohibió mantener ejércitos regulares, se les impuso una fuerte indemnización en favor de Esparta y se forzó a las ciudades a aceptar un modelo de constitución oligárquico.